# Game Machine
Game Machine  (en japonés, ゲームマシン) es una revista sobre las máquinas de videojuegos arcade y las instalaciones de los parques de atracciones que una vez fue publicado por Amusement Tsushinsha.
Desde que dejó de publicarse con el número del 15 de junio de 2002, distribuye noticias dos veces al mes en su sitio web.

## Historia

### Como medio impreso
Fue publicada por primera vez en 1974 con el número del 10 de agosto. Desde el primer número hasta el número 24 emitido el 10 de mayo de 1975, estuvo enfocada en máquinas empujamonedas, publicándose en formato tabloide tres veces al mes. El número 26, publicado el 15 de junio de 1975, es acreditado por hacer el videojuego de Taito Speed Race popular. Las salas de juegos se convirtieron en los principales lectores debido a la popularidad de Space Invaders. Por otro lado, las instalaciones de entretenimiento como los parques de diversiones y las instalaciones de entretenimiento en las azoteas de los grandes almacenes también fueron sujeto de los artículos principales.
Aunque se publicó información detallada sobre la industria de los videojuegos nacional y extranjera, fue una presencia útil para la gente de la industria, pero desde finales de la década de los años 1990, el acortamiento del ciclo del juego debido al alto rendimiento de las consolas de videojuegos domésticas y el aumento de la inversión de capital fue incapaz de soportarlo, el número de lectores disminuyó debido al aumento del número de tiendas privadas que cerraron, y la publicación fue suspendida como medio impreso con el número 660 del 15 de junio de 2002.

### Como sitio web
A partir de 1997, la empresa comenzó a distribuir noticias en su sitio web en paralelo a la publicación de medios impresos. Todos los números anteriores distribuidos se pueden ver como artículos en línea. Además, en junio de 2019, con la cooperación de Onitama, los números atrasados desde el primer número del medio impreso hasta el número 660 se convirtieron a PDF y se publicaron en la web.
El 10 de octubre de 2022, se anunció que la actualización de la versión web finalizaría con la edición del 15 de octubre del mismo año. Por el momento, es posible ver números atrasados, etc.